# Sedum ebracteatum
Sedum ebracteatum là một loài thực vật có hoa trong họ Crassulaceae. Loài này được Moc. & Sessé ex DC. miêu tả khoa học đầu tiên năm 1828.